# Azanus sigillata
Azanus sigillata är en fjärilsart som beskrevs av Butler 1876. Azanus sigillata ingår i släktet Azanus och familjen juvelvingar. Inga underarter finns listade i Catalogue of Life.